# Oleg Artémiev
Oleg Artémiev (en rus:Олег Германович Артемьев) (Riga, 28 de desembre de 1970) és un cosmonauta letó de l'Agència Espacial Federal Russa. Va ser seleccionat com a part del grup de cosmonautes RKKE-15 el 2003.

## Dades personals i educació
Artémiev va néixer a la República Socialista Soviètica de Letònia, avui dia Letònia, el 1970. Es va graduar a l'Escola Politècnica de Tallin el 1990. Després de la seva graduació, Artémiev va servir a l'exèrcit soviètic de Vilnius, Lituània, fins al 1991. Ha treballat en RKKE des de 1998.

## Carrera de cosmonauta
Artémiev va ser seleccionat com a part del grup de cosmonautes RKKE-15 el 29 de maig de 2003. S'entrena actualment com a membre de l'Expedició 39 / Expedició 40, tripulació de llarga durada a l'Estació Espacial Internacional. Artémiev va ser membre de l'equip d'estudis precursors de 15 i de 105 dies del programa Mars-500.
La missió té previst el seu llançament en el coet Soiuz des del cosmòdrom de Baikonur, Kazakhstan al maig de 2014 i està programada per durar fins a novembre de 2014.